# جوني شتاين
جوني شتاين (بالإنجليزية: Johnny Stein)‏ هو عازف جاز أمريكي، ولد في 15 يونيو 1891 في نيو أورلينز في الولايات المتحدة، وتوفي بنفس المكان في 1962.

## وصلات خارجية
- جوني شتاين على موقع ميوزك برينز (الإنجليزية)
- جوني شتاين على موقع أول ميوزيك (الإنجليزية)